# Spoorlijn Oberhausen - Duisburg-Ruhrort
De spoorlijn Oberhausen - Duisburg-Ruhrort is een Duitse spoorlijn die vroeger deel uitmaakte van de verbinding tussen Aken en Hamburg. Hiervoor was op de Rijn een veerboot tussen Ruhrort en Homberg aanwezig. De lijn is als spoorlijn 2274 onder beheer van DB Netze.

## Geschiedenis
Het traject werd door de Cöln-Mindener Eisenbahn-Gesellschaft (CME) op 14 oktober 1848 geopend.

## Treindiensten
De NordWestBahn verzorgt het personenvervoer op dit traject met RB treinen. De rijtijd is slechts 12 minuten en er kan worden volstaan met één dieseltreinstel. Het enkele perron in Ruhrort biedt directe aansluiting op DVG tramlijn 901.  
| Serie | Treinsoort                  | Route | Bijzonderheden                                     |
| ----- | --------------------------- | --- | -------------------------------------------------- |
| RB 36 | Regionalbahn (NordWestBahn) | Duisburg-Ruhrort – Duisburg-Meiderich Süd – Duisburg-Meiderich Ost – Duisburg-Obermeiderich – Oberhausen Hbf | Ruhrort-Bahn 2x per uur, 1x per uur in het weekend |

## Aansluitingen
In de volgende plaatsen is of was er een aansluiting op de volgende spoorlijnen:
Oberhausen Hbf
DB 2183, spoorlijn tussen Mülheim-Styrum en Oberhausen
DB 2262, spoorlijn tussen Oberhausen en Bottrop Nord
DB 2270, spoorlijn tussen Oberhausen en Emmerich
DB 2271, spoorlijn tussen Oberhausen en Wesel
DB 2275, spoorlijn tussen aansluiting Kolkmannshof en Oberhausen
DB 2277, spoorlijn tussen Oberhausen en Essen-Altenessen
DB 2278, spoorlijn tussen Oberhausen Obo en aansluiting Mathilde
DB 2282, spoorlijn tussen Oberhausen Obo en Oberhausen Obn
DB 2283, spoorlijn tussen Oberhausen Hauptbahnhof en Oberhausen West Oro
DB 2650, spoorlijn tussen Keulen en Hamm
Duisburg-Meiderich Süd
DB 2300, spoorlijn tussen Duisburg-Ruhrort en Essen
DB 2301, spoorlijn tussen Duisburg-Ruhrort Hafen en Duisburg-Meiderich Süd
DB 2304, spoorlijn tussen Duisburg-Meiderich Ost en Oberhausen West
Duisburg-Ruhort Hafen
DB 3, spoorlijn tussen Ruhrort alter Hafen en Ruhrort neuer Hafen
DB 2206, spoorlijn tussen Wanne-Eickel - Duisburg-Ruhrort
DB 2300, spoorlijn tussen Duisburg-Ruhrort en Essen
DB 2301, spoorlijn tussen Duisburg-Ruhrort Hafen en Duisburg-Meiderich Süd
Duisburg-Ruhrort
DB 24, spoorlijn tussen Homberg en Moers via een spoorwegveer over de Rijn
DB 2206, spoorlijn tussen Wanne-Eickel - Duisburg-Ruhrort
DB 2300, spoorlijn tussen Duisburg-Ruhrort en Essen
DB 2332, spoorlijn tussen Trompet en Duisburg-Homberg via een spoorwegveer over de Rijn

## Elektrische tractie
Het traject werd in 1970 tussen Oberhausen en Meiderich Süd geëlektrificeerd met een spanning van 15.000 volt 16⅔ Hz.